# Scenen er din
 Der er for få eller ingen kildehenvisninger i denne artikel, hvilket er et problem. Du kan hjælpe ved at angive troværdige kilder til de påstande, som fremføres i artiklen.

Scenen er din var et dansk tv-program og talentshow, der blev sendt på TV 2 fra 2004 til 2007. Programmet var den danske udgave af det amerikanske tv-program Star Search.
Bubber var vært på alle fire sæsoner, mens de tre dommere blev skiftet ud undervejs. Programmet blev sendt fredag aften direkte fra studiet i København, og blev produceret af produktionsselskabet Blu.  
Deltagerne i Scenen er din var delt op i fire forskellige kategorier: "Juniorsang" (8-14 år), "Dans", "Comedy" (Sæson 1 & 2) / "Underholdning" (Sæson 3 & 4), samt "Voksensang" (fra 15 år). Deltagerne konkurrerede mod hinanden to og to gennem 6 indledende runder, og vinderne fra hver runde gik videre til én af de 3 delfinaler, hvorefter vinderne af hver delfinale gik videre til den endelige finale. Den samlede vinder i hver kategori fik tildelt 100.000 kroner.
Efter hver optræden fik deltagerne mellem 1 og 5 point af hver af de fire dommerne. Dommerpanelet bestod af en professionel sanger, en professionel danser samt en professionel entertainer som alle var faste, samt én gæstedommer. Den maksimale pointsum er derved 20 point.
Yderligere fik hver deltager point af seerne, der kunne stemme via sms. Stemmerne blev omsat til point, der maksimalt kan være 20 point. Dommerpanelet og seernes point lægges sammen, og den med flest total-point i hver kategori går videre i konkurrencen.

## Sæson 1 (2004)

### Faste dommere
- Etta Cameron
- Therese Glahn
- Mads Vangsø

### Vinderne
- Simone (Juniorsang)
- Sonic (Dans)
- Susanne (Comedy)
- Anders Gøttsch (Voksensang)

### Anden og tredjepladser

#### Juniorsang
- Andenplads: Anders
- Tredjeplads: Emilie

#### Dans
- Andenplads: Dee-Force
- Tredjeplads: Ulduz

#### Comedy
- Andenplads: Mr Mox
- Tredjeplads: Christian Andersen og Bay og Dupont

#### Voksensang
- Andenplads: Rene
- Tredjeplads: Takyiwa

## Sæson 2 (2005)

### Faste dommere
- Etta Cameron
- Peter Bo Bendixen / Alexander Kölpin
- Mads Vangsø

### Vinderne
- Jaleesa (Juniorsang)
- Tore (Dans)
- Asger Fonnensbech Jensen – "Ballonmanden" (Comedy)
- Simon Mathew (Voksensang)

### Anden og tredjepladser

#### Juniorsang
- Andenplads: Babou og Pernille - de fik samme point fra både dommerne og seerne

#### Dans
- Andenplads: Sonz Of The Moon
- Trejdeplads: Mark og Martin

#### Comedy
- Andenplads: Mike Andersen
- Trejdeplads: Wunderhits

#### Voksensang
- Andenplads: Maja
- Trejdeplads: Volf Duo

## Sæson 3 (2006)

### Faste dommere
- Jette Torp / Etta Cameron
- Peter Bo Bendixen
- Therese Glahn

### Vinderne
- Lotte Bjørnholt Fink (Juniorsang)
- David Boyd (Dans)
- Team JiYo (Underholdning)
- Ole Konzior – "Asfalt-Ole" (Voksensang)

### Anden og tredjepladser

#### Juniorsang
- Andenplads: Jackie
- Tredjeplads: Nina

#### Dans
- Andenplads: Morten og Rico
- Tredjeplads: Osama og Phax

#### Underholdning
- Andenplads: Sine
- Tredjeplads: Sunny

#### Voksensang
- Andenplads: Marius
- Tredjeplads: Julie

## Sæson 4 (2007)

### Faste dommere
- Remee
- Peter Bo Bendixen
- Helle Dolleris / Susse Wold

### Vindere
- Sine (Juniorsang)
- Sofie og Esbern (Dans)
- Lauge – (Underholdning)
- Louise (Voksensang)

### Anden og Tredje Pladser

#### Juniorsang
- Andenplads: Victoria og Nina - de fik samme point fra både dommerne og seerne

#### Dans
- Andenplads: Phillip
- Tredjeplads: Kim og Camilla

#### Underholdning
- Andenplads: Tahir
- Tredjeplads: Black Magic

#### Voksensang
- Andenplads: Martin - Han fik 17 point fra dommerne, men fik 18 point fra seerne
- Tredjeplads: Janne - Hun fik 18 point fra dommerne, men fik 17 point fra seerne